# 米歇尔·皮·赛特尔
米歇尔·皮·赛特尔（Michael P. Seiter，1978年—），出生于德国海德堡，是一名列支敦士登籍的职业斯诺克运动员和政治顾问。他从少年时期起致力于斯诺克，并在2019年瑞士苏伊士举行的瑞-列斯诺克锦标赛中获得冠军。他在德国议会中为自由民主党（FDP）担任顾问工作。此外他还热衷于公益活动。